# 上官巳
上官 巳（じょうかん し、生没年不詳）は、中国西晋の将軍。

## 生涯
西晋に仕え、長沙王司馬乂の配下であった。果断剛烈をもって知られた高誕（高柔の子）を信任し、上官巳の推挙により高誕は徐州刺史・雍州刺史を歴任したという。
永安元年（304年）、河間王司馬顒・成都王司馬穎らが司馬乂を殺害すると、朝廷を牛耳って政治を大いに混乱させた。上官巳は東海王司馬越・右衛将軍陳眕・殿中中郎逯苞・成輔と共に、司馬穎を討伐を目論んで謀議を重ねた。
7月、上官巳らは恵帝を奉じて四方へ檄を飛ばし、司馬穎の守る鄴へ向けて軍を発すると、各地で義兵が集結し、魏郡の安陽県に入る頃には10万人余りに規模が膨れ上がった。だが、皇帝軍は蕩陰に進軍した所で奮武将軍石超の奇襲を受けて大敗を喫し、恵帝は捕らわれてしまった。上官巳は陳眕と共に洛陽に帰還すると、皇太子司馬覃を奉じてこれを固守した。
司馬越が封国へ帰還してしまったこともあり、上官巳は洛陽の統治者となったが、彼は凶暴粗暴であり、城内で略奪を繰り返したという。その為、河南尹周馥と司隷校尉満奮らは上官巳の謀殺を目論んだが、事前に発覚して満奮は殺害され、周馥は逃走した。
司馬顒は恵帝が鄴に入ったと知ると、配下の張方に洛陽占拠を命じた。これを聞いた上官巳は別将苗願と共に軍を興して張方を阻んだが、大敗を喫したため洛陽城内に退いた。だが、司馬覃が寝返って上官巳と苗願を夜襲したので、上官巳は城外に逃走して張方は洛陽に入った。
その後の動向は不明であるが、資治通鑑によると上官巳は東晋の将である趙固・李矩・郭黙らと互いに対立しあっていたとあるので、一定の勢力を保っていたものと思われる。大興3年（320年）6月、豫州刺史祖逖は使者を送って上官巳らを和解させると、諸将は祖逖の傘下に入ったという。その後の消息は不明。